# زاپتکا پرتریکنسیس
زاپتکا پرتریکنسیس (نام علمی: Acacia alba) نام یک گونه از سرده اقاقیا است.